# Distrito de Seftigen
El distrito de Seftigen  es uno de los antiguos 26 distritos del cantón de Berna, Suiza, ubicado en el centro del cantón, tiene una superficie de 189 km². La capital del distrito era Belp.

## Geografía
El distrito de Seftigen hace parte de la región del Mittelland. Limita al norte con el distrito de Berna, al este con el de Konolfingen, al sur con los de Thun y Niedersimmental, y al oeste con el de Schwarzenburgo.

## Historia
Disuelto el 31 de diciembre de 2009 tras la entrada en vigor de la nueva organización territorial del cantón de Berna. Las comunas del distrito fueron repartidas entre los nuevos distritos administrativos de Berna-Mittelland y Thun.

## Comunas
| Comuna         | Población (31.12.2007) | Superficie en km² |
| -------------- | ---------------------- | ----------------- |
| Belp           | 9682                   | 17,6              |
| Belpberg       | 384                    | 5,7               |
| Burgistein     | 1057                   | 7,5               |
| Gelterfingen   | 250                    | 3,5               |
| Gerzensee      | 994                    | 7,8               |
| Gurzelen       | 779                    | 4,5               |
| Jaberg         | 275                    | 1,3               |
| Kaufdorf       | 954                    | 2,1               |
| Kehrsatz       | 3840                   | 4,4               |
| Kienersrüti    | 50                     | 0,8               |
| Kirchdorf      | 849                    | 6,1               |
| Kirchenthurnen | 277                    | 1,3               |
| Lohnstorf      | 228                    | 1,8               |
| Mühledorf      | 236                    | 2,3               |
| Mühlethurnen   | 1294                   | 2,9               |
| Niedermuhlern  | 538                    | 7,2               |
| Noflen         | 234                    | 2,7               |
| Riggisberg²    | 2344                   | 29,9              |
| Rüeggisberg    | 1898                   | 35,7              |
| Rümligen       | 465                    | 4,7               |
| Seftigen       | 2095                   | 3,9               |
| Toffen         | 2439                   | 4,9               |
| Uttigen        | 1745                   | 3,0               |
| Wald¹          | 1141                   | 13,3              |
| Wattenwil      | 2721                   | 14,5              |
| Total (25)     | 36.739                 | 189,4             |

### Cambios
- ¹1 de enero de 2004: Fusión de las comunas de Englisberg y Zimmerwald en la comuna de Wald.
- ²1 de enero de 2009: Agrupación de la comuna de Rüti bei Riggisberg en la comuna de Riggisberg.

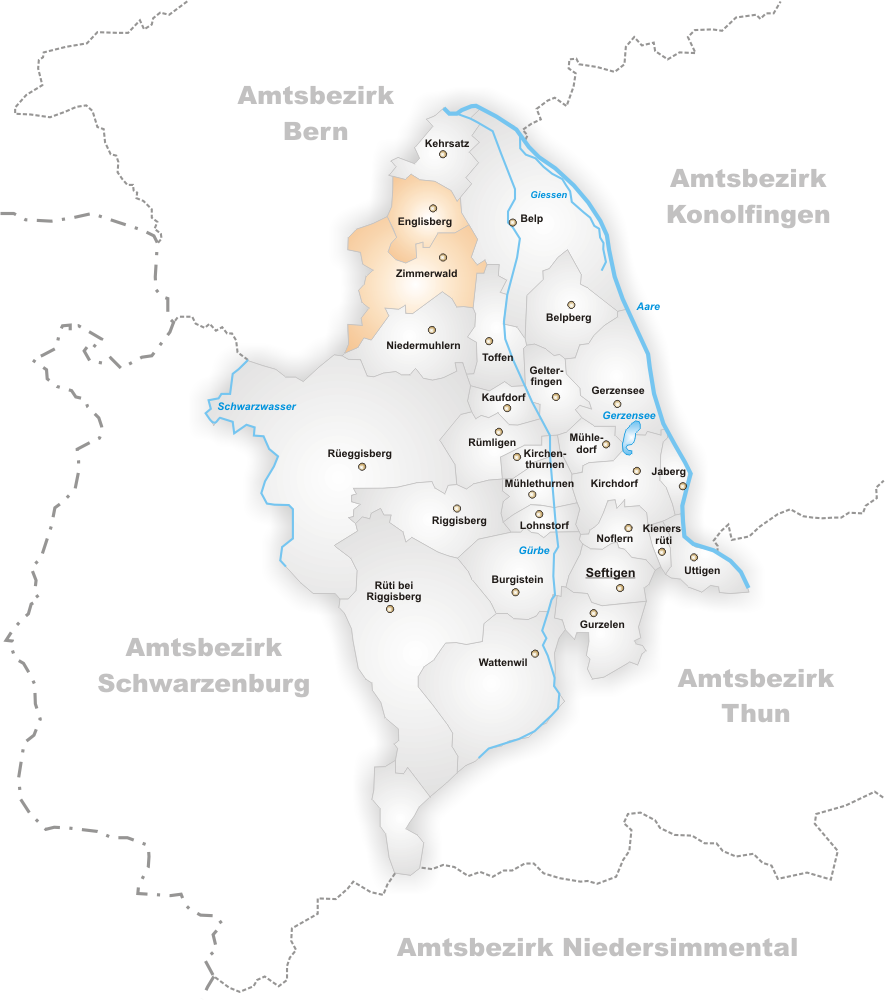
Comunas hasta 2003
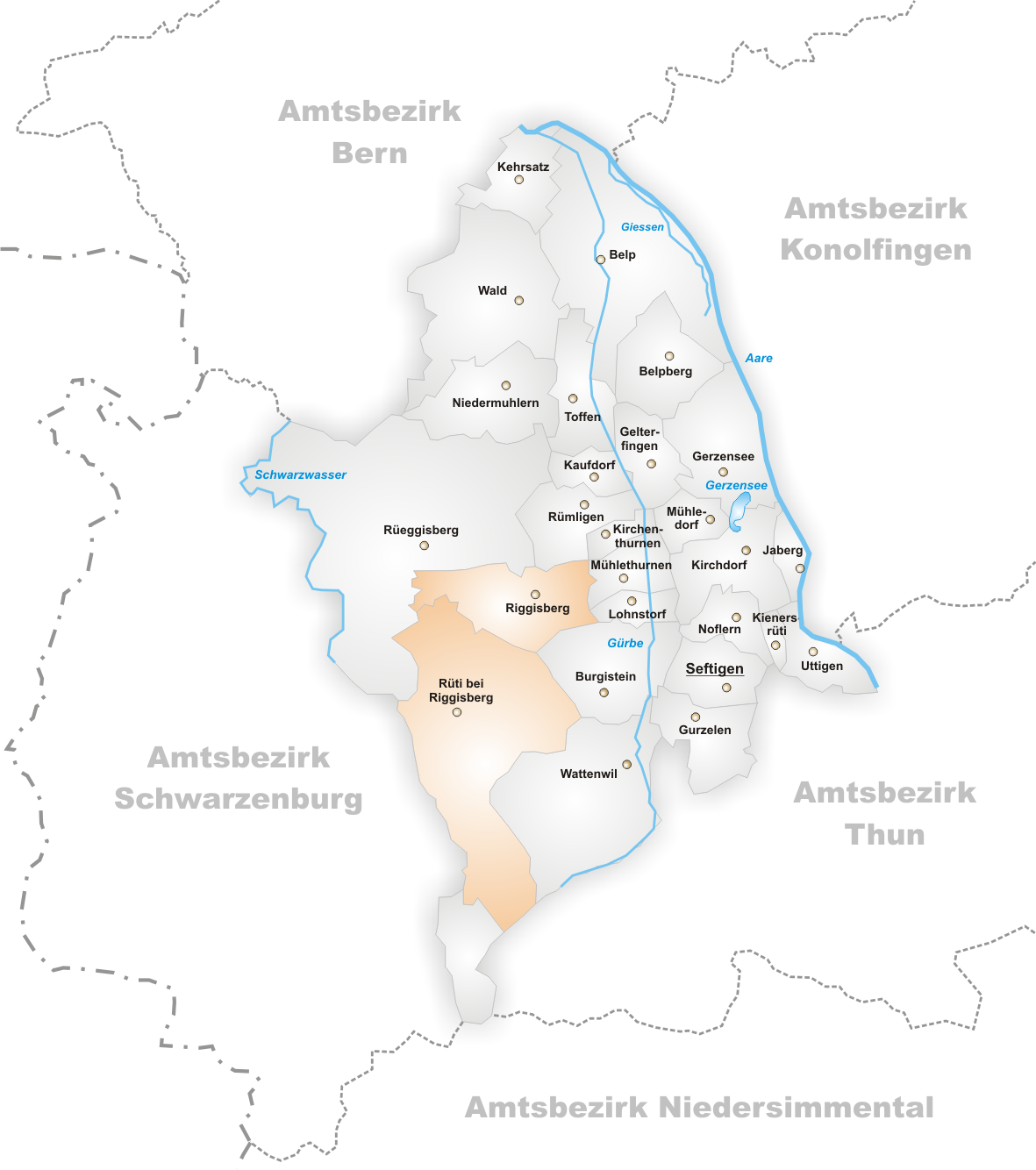
Comunas hasta 2008

- Datos: Q666325
- Multimedia: Seftigen (district) / Q666325